# Bremen
Bremen är en stad i norra Tyskland belägen i förbundslandet Bremen. Staden är mer än 1 200 år gammal, och en av de främsta hansestäderna i historien. Den är belägen nära floden Wesers utlopp, cirka 12 mil sydväst om Hamburg och hade cirka 544 000 invånare 2011.

## Historia

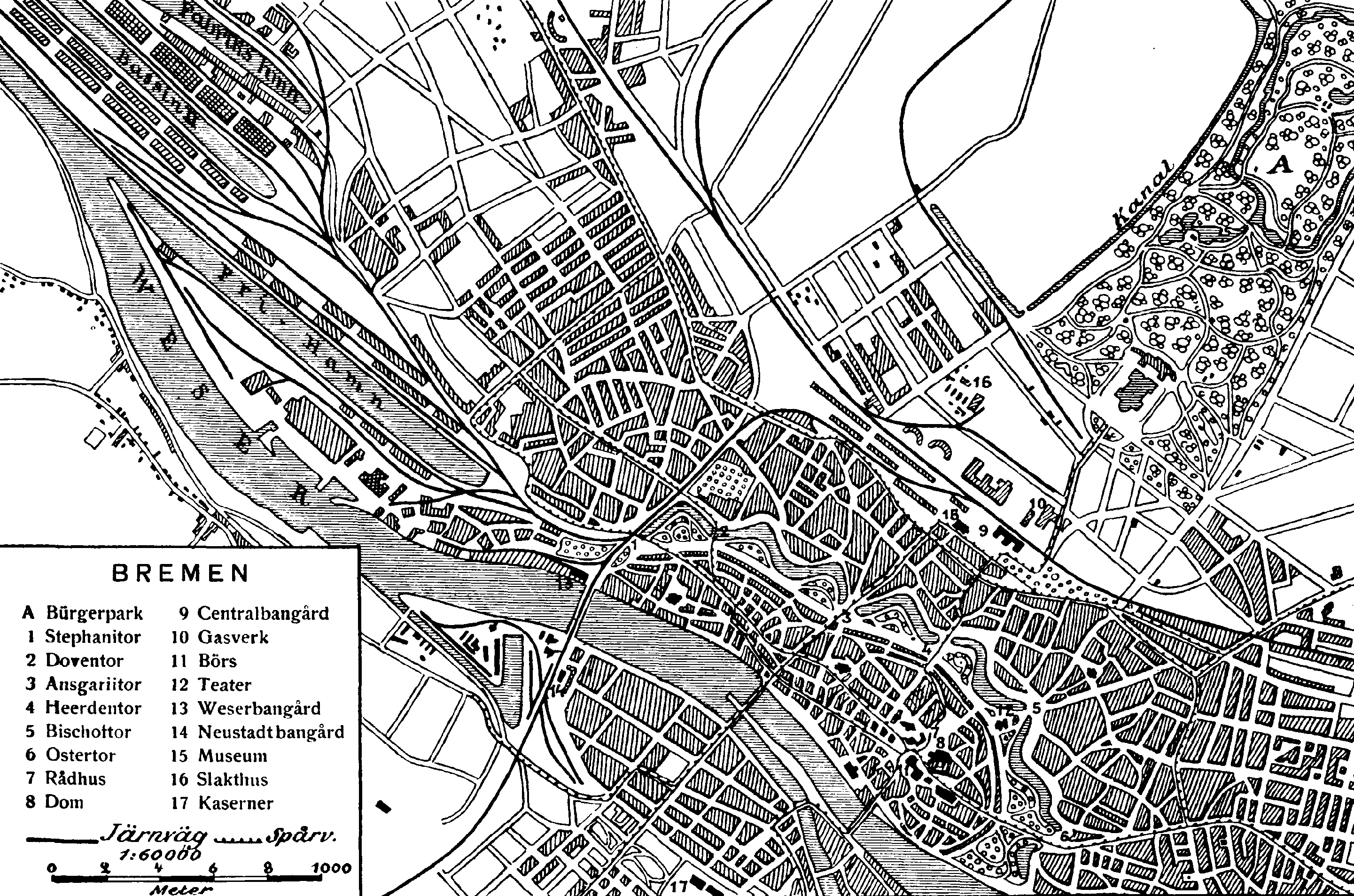
Karta över staden Bremen i början av 1900-talet

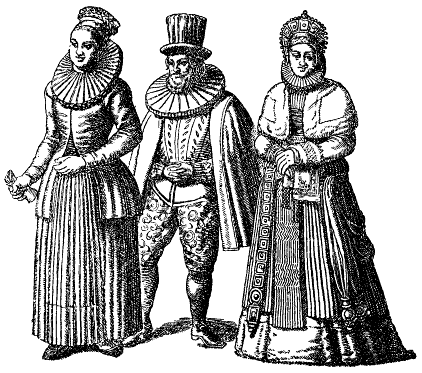
Högtidsdräkter från Bremen under 1500-talet

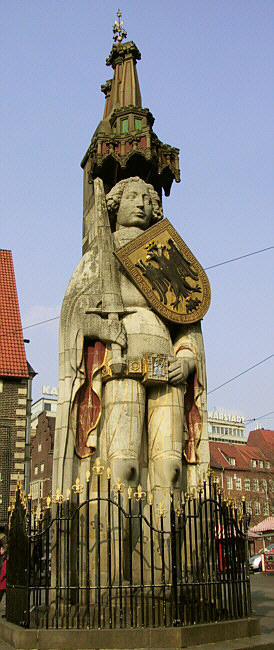
Rolandsstatyn

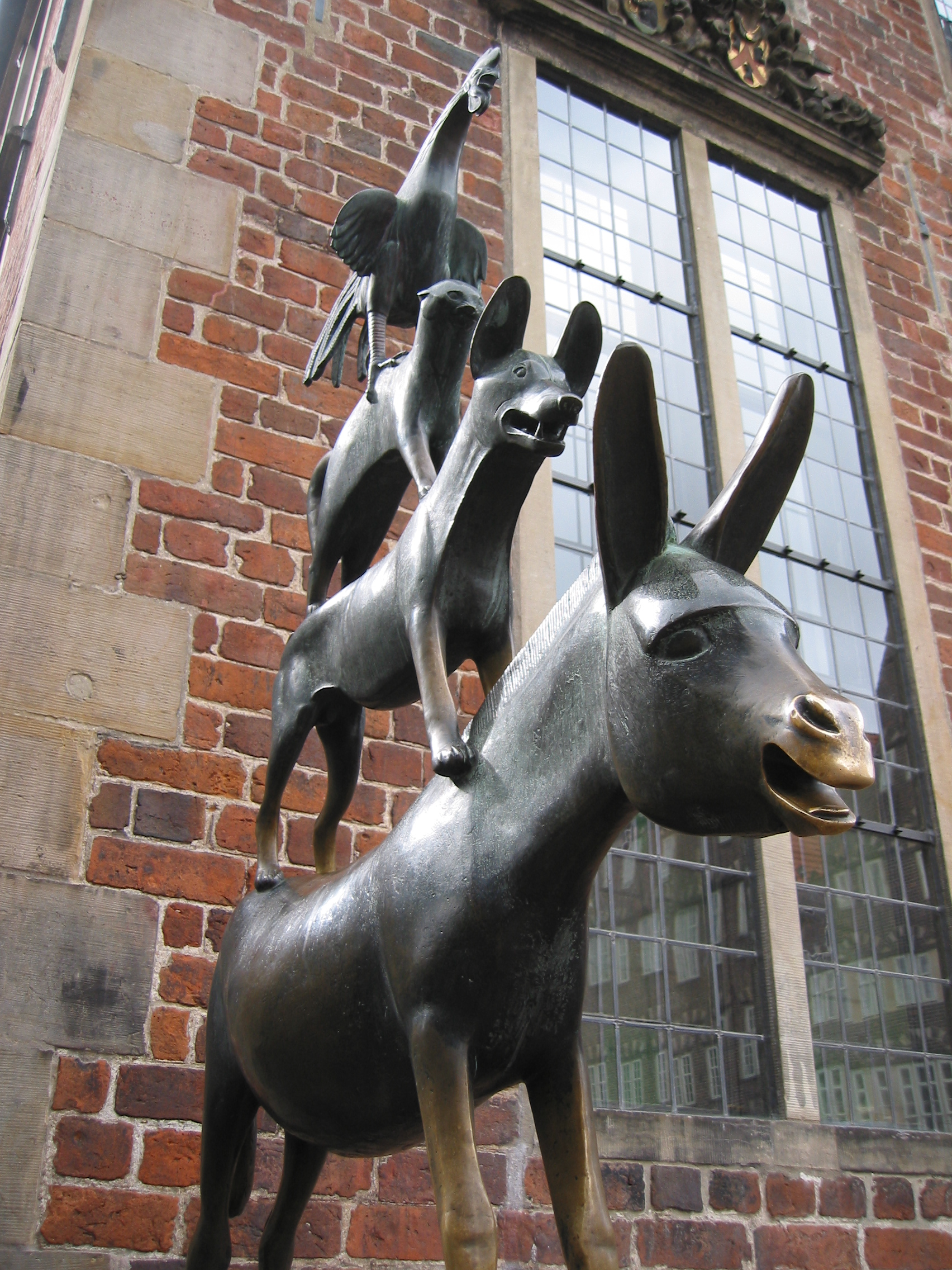
Stadsmusikanterna från Bremen

Staden Bremen omnämns i historieskrivningen första gången i formen Bremun (på latin Brema) 787 då Karl den store upprättade ett biskopsstift där. 1186 utfärdades det första kejserliga privilegiet för staden, och 1246 fastställdes valordningen till stadens råd och rådets befogenheter definierades. Trots beroende av biskopen erhöll staden så småningom en tämligen självständig ställning, slöt handelsfördrag, förvärvade privilegier i England och Norge med mera och inträdde i Hansaförbundet. Mellan 1285 och 1358 och 1427–33 var den dock utesluten därur. Under 1400-talet löstes staden i stor utsträckning från sitt beroende av biskopen och fick status som en fri stadsstat. 
Reformationen fann ett gynnsamt mottagande i staden och 1618 förklarades den reformerta läran för statsreligion. Staden kämpade ihärdigt för både sin religiösa och sin politiska frihet. 

### Svenska tiden
Under det 30-åriga kriget (1618–1648) intog svenska trupper staden Bremen 1646 och behöll kontrollen över den fram till 1648. Freden i Westphalia 1648, som avslutade det 30-åriga kriget, resulterade i att Sverige officiellt erkändes som en självständig och suverän nation.
Enligt Westfaliska freden övergick kontrollen över Bremen och Verden formellt till Sverige, vilket innebar att dessa områden blev en del av det svenska riket. Sverige hade kontroll över staden Bremen och dess omgivande territorium fram till 1719 när området återlämnades till det Tysk-romerska riket enligt fördraget i Stockholm. När stadsrådet fick kännedom om att stiftet Bremen skulle avträdas till Sverige såg de, 1646, till att utverka ett frihetsbrev från kejsaren (till en kostnad av 100 000 floriner). Stadens ställning som fri riksstad hade innan detta aldrig haft officiell sanktion.  
Sverige erkände dock inte detta sent tillkomna frihetsbrev vilket innebar att förhållandet mellan Bremen och den svenska kronan blev oklart och spänt de följande decennierna. Sverige hade visserligen i westfaliska freden förbundit sig att lämna Bremens gamla kyrkliga och politiska fri- och rättigheter oantastade, men gjorde trots detta anspråk på en viss överhöghet. Det fordrades bland annat att staden skulle hylla den svenska kronan och svenskarna krävde att få inackordera en besättning i staden. Sverige hade under denna tid en stark närvaro i Östersjöregionen och kontrollerade flera viktiga hamnar och handelsvägar. Detta gav Bremen och dess handelsmän ökad tillgång till handel och ekonomiska möjligheter genom den svenska dominansen i Östersjön. Bremen och Verden hade representation i det svenska riksdagen under den tiden, vilket gav dem en viss inverkan på politiska beslut och politik som påverkade regionen.
Bremen uppträdde likväl som självständig riksmedlem och trots Sveriges protester fick det 1654 en representant på tyska riksdagen. Detta resulterade i det ”första bremiska kriget”, som till en början bilades genom recessen i Stade 28 november 1654, enligt vilken Bremen förband sig att hylla den svenske kungen med mera, men där frågan om riksomedelbarheten uppsköts till framtida underhandling. Bremens vägran att hylla Karl XI och dess anspråk på riksomedelbarhet ledde 1665 till att Karl XI:s förmyndarregering förklarade staden krig (andra bremiska kriget). Svenskarnas huvudavsikt var dock inte att betvinga Bremen utan snarare att skaffa sig en förevändning för att hålla en stridsklar armé i Tyskland som ett lockbete för subsidiebringande allianser. 
Det inträffade inte heller några egentliga sammandrabbningar i detta för den svenska ledningen föga hedrande krig, vilket i historien är känt under namnet andra bremiska kriget och 15 november 1666 avslutades det med traktaten i Habenhausen. Enligt denna avstod Bremen till 1700 från att låta sig representeras på tyska riksdagen och från säte och stämma i niedersachsiska kretsen, varemot de av svenskarna på stadens område uppförda befästningarna revs ned och Sverige förband sig att vid möjliga tvister med staden att avstå från fientligheter. ”Krigets” utgång innebar ett klart nederlag för Sverige, tvistefrågorna mellan staden och Sverige blev inte lösta. Men huset Hannover, till vilket Sverige 1719 avträtt hertigdömet Bremen, erkände 1741 stadens riksomedelbarhet. 

### Fri riksstad
1803 blev Bremen formellt fri riksstad, men Napoleon I införlivade staden med det franska riket 1810 och gjorde den till huvudstad i departementet Wesermynningarna. 1815 förklarades det av Wienkongressen för fri riksstad och medlem av Tyska förbundet, 1867 ingick det med sitt område i Nordtyska förbundet, och blev 1871 en delstat i det enade Tyskland.
1857 grundades Norddeutscher Lloyd i Bremen och staden blev en viktig plats för transporter. Andra viktiga företag under industrialiseringen var Weser AG (Deschimag) och senare Borgward och Nordmende. I Bremen fanns även flygtillverkaren Focke-Wulf.
1937 förlorade Bremen Bremerhaven. Under andra världskriget bombades staden av allierat flyg på grund av sin rustningsindustri, bland annat den stora varvsindustrin. 1945 ockuperade amerikanska styrkor staden och Bremen blev tillsammans med Bremerhaven en amerikansk enklav i ett Nordtyskland som i övrigt var ockuperat av britterna. 1949 blev Bremen ett av Västtysklands förbundsländer vid den nuvarande förbundsrepublikens bildande.

## Sevärdheter
I centrum vid Marktplatz, det vill säga torget, finns det gamla gotiska rådhuset och Rolandstatyn, som ingår i Unescos världsarvslista, samt Bremens domkyrka, Bremer Dom. Stadsdelen Schnoor har välbevarad medeltida bebyggelse, smala gator och trånga gränder och är idag ett välbesökt område med butiker, caféer och konsthantverk.

## Näringsliv
Eftersom floden är segelbar för havsgående fartyg ända till Bremen är dess hamn av stor betydelse för landet. Dels är Bremen Tysklands andra exporthamn näst efter Hamburg, dels har det varit möjligt att behålla skeppsbyggnadsverksamhet i staden. Bremen är också en stor industristad inom andra områden som till exempel biltillverkning (Mercedes-Benz C-klasse), rymdfart, flyg (Airbus), kaffe (HAG, Melitta) och bryggerier (Beck's, Tysklands största ölexportör).
Fram till 1960-talet var Borgward en av stadens viktigaste industrier.

## Storstadsområde
Många pendlar in till arbetsplatser och utbildningar i Bremenområdets centrala delar, och hela pendlingsområdet består av, förutom Bremen, ytterligare 40 omgivande städer och kommuner.  Större förorter är bland annat Achim, Delmenhorst och Osterholz-Scharmbeck. 
| Områdestyp                  | Areal (km²) | Invånarantal 31 december 2006 | Densitet (inv/km²) |
| --------------------------- | ----------- | ----------------------------- | ------------------ |
| Kärnstad (Bremen)           | 325,42      | 547 934                       | 1 683,77           |
| Kärnstadens närområde       | 144,02      | 108 251                       | 751,64             |
| Närliggande pendlingsområde | 2 057,53    | 323 624                       | 157,29             |
| Totalt                      | 2 526,97    | 979 809                       | 387,74             |

### Metropolregion
Metropolregion är en av flera olika definitioner av storstadsområden i Tyskland. Med denna definition avser man genom att slå samman större städer med en del närliggande distrikt att skapa ramar för områdets planering och marknadsföring. För närvarande finns det elva sådana regioner i Tyskland och Bremen-Oldenburgregionen (även kallad Metropole Nordwest) skapades 2005. Området har cirka 2,4 miljoner invånare på en yta av 11 627 km².

## Kända personer från Bremen

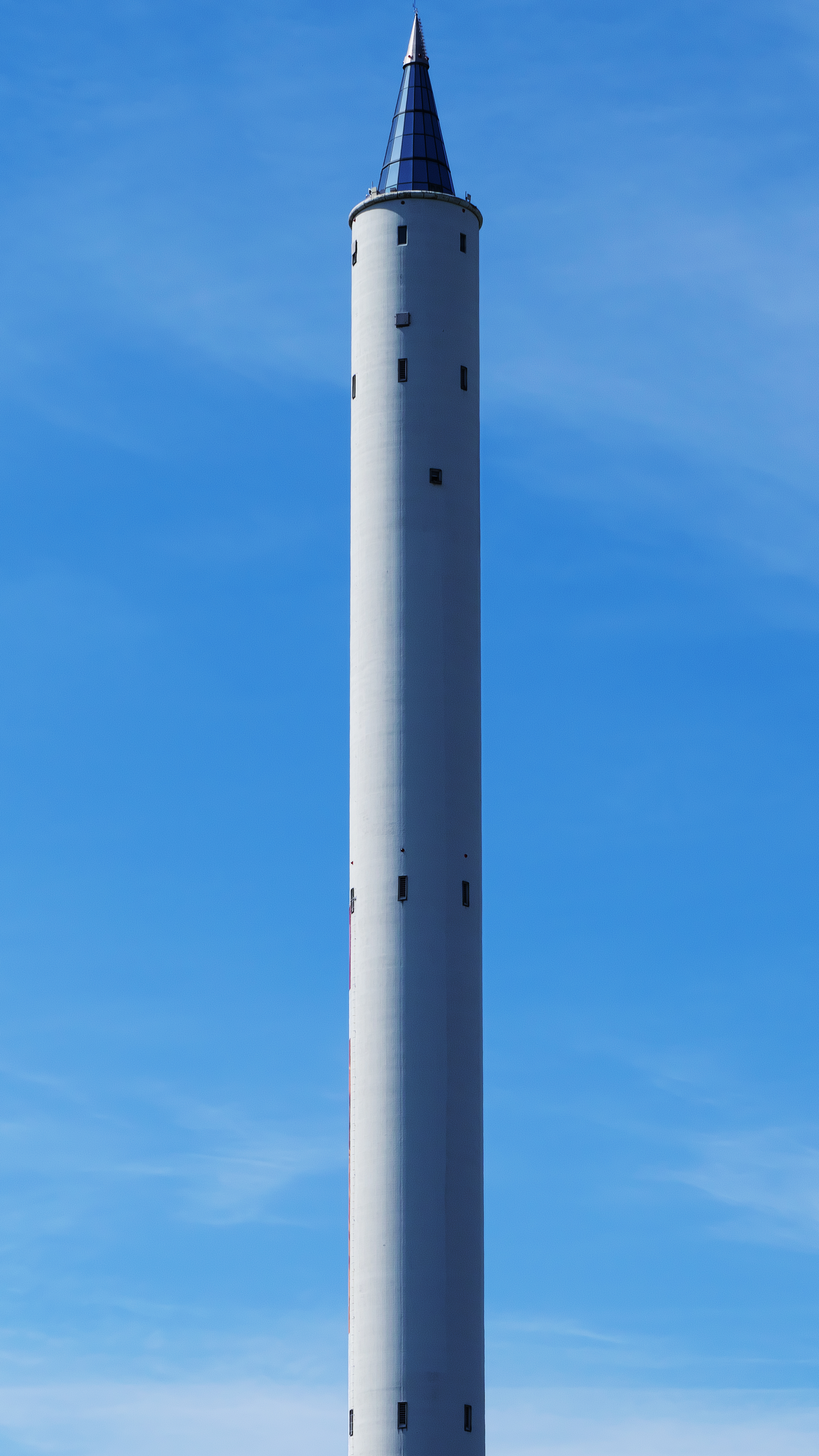
Fallturm

- Adam av Bremen
- Carl F.W. Borgward
- Arnold Duckwitz
- Selma Grieme
- Horst-Dieter Höttges
- James Last
- Joachim Neander
- Wilhelm Olbers
- FallturmLudwig Quidde
- Gerhard Rohlfs
- Hans Scharoun
- Adolf Schmidt
- Johann Smidt

## Idrott
Werder Bremen har sedan 1980-talet varit en av Tysklands mest framgångsrika fotbollsklubbar och har en stor popularitet i hemstaden med ett fullsatt Weserstadion på de flesta hemmamatcherna. De spelar i Bundesliga.